# Lac Chagan (Chine)
Pour les articles homonymes, voir Tsagaannuur (homonymie) et Chagan (homonymie).
Pour le lac situé au Kazakhstan, voir Lac Chagan.
Le Lac Chagan (mongol : ᠴᠠᠭᠠᠨ
ᠨᠠᠭᠤᠷ, VPMC : Chaɣan naɣur, cyrillique : цагаан нуур, MNS : tsagaan nuur, littéralement : Lac blanc ; en chinois, il est translittéré du mongol seulement par son nom propre : chinois : 查干湖 ; pinyin : chágān hú ; litt. « Lac Chagan » ou le terme lac également : pinyin : chágān nàoěr) est un lac situé sur le territoire de la ville-préfecture de Songyuan, au nord-Ouest de la province du Jilin, dans le Nord-Est de la République populaire de Chine. Ce lac est également proche de la Mongolie-Intérieure, ce qui explique son nom mongol.

## Spécificités
Le lac Chagan est gelé de décembre à mars, il comporte 70 espèces de poissons dont des grandes carpes.
Des populations mongoles, installées dans la région il y a un peu moins d'un millénaire y pratiquent toujours la pêche artisanale lorsque l'eau est gelée, en hiver.